# Amane Misza
Amane Misza (弥海砂; Hepburn: Amane Misa), más néven Második Kira (第二のキラ; Daini no Kira) egy kitalált szereplő Óba Cugumi és Obata Takesi Death Note című manga- és animesorozatában.

## A szereplő megalkotása és az alapelgondolás
Óba Cugumi, a sorozat írója Amane Misza, a második Kira megalkotását már a sorozat kezdetekor elhatározta. Úgy gondolta, hogy egy csak férfi szereplőket felvonultató sorozat idővel unalmassá válik, ezért szükség van benne „egy aranyos nőre is”. Személyiségjegyeit, miszerint spontán és „nem túl eszes”, már tervezésének kezdetekor meghatározta. Misza bemutatásának időpontjában azonban már nem volt ilyen biztos, amit végül a sorozat egy kisebb női szereplőjének, Miszora Naominak a halála utánra időzítette. A szereplőt a halálistenek szemével szerette volna bemutatni, mivel úgy érezte Jagami Light személyiségétől idegen lett volna, hogy feláldozza hátralévő élete felét azok birtoklásáért, így egy másik szereplőre volt szükség helyette. A „Misza” név Óba bevallása szerint csupán egy kósza ötlet volt, de emlékei szerint talán a „fekete miséből (黒ミサ; kuromisza)” eredhet, mert „valami alapjának kellett lennie” – nyilatkozta Óba.
Óba és Obata Takesi egyaránt egy gothic lolita stílust szerettek volna adni Miszának, mely egyúttal a sorozat világának és halálisteneinek is gót jegyeket kölcsönzött volna. Óba maga is kedvelője ennek a divatnak és véleménye szerint az által, hogy Miszát egy nem éppen hétköznapi ruhában bemutatták még jobban felkelthette rá az olvasók a figyelmet. Obata a szereplő külsejének megtervezésekor egy „energikus japán művész” és egy „külföldi rock and roll énekes” vonásait keverte. A lány frizurájának kialakítása terén Obatának kétségei voltak, mivel ő eredetileg egyenes frufrut képzelt el Miszának, ugyanakkor kizárólag a gót lolita-divat „keményvonalas” elemeit használni már „túl soknak” vélte. Ezzel Óba is egyetértett. Emiatt Obata megpróbálta egy „kicsit természetesebbé” tenni Miszát, hogy azoknak is „aranyosnak” hasson, akik „nem igazán rajongói ennek az irányzatnak”. A sorozat második részére, mikor Misza már popbálvánnyá érett, Obata ennek megfelelően változtatta a lány megjelenését is. Egy interjúban Obata úgy nyilatkozott, hogy „igazán jól szórakozott” miközben gól lolita magazinokat lapozgatott át Misza megrajzolása közben. Obata a kötetborítók készítésekor a színeket úgy próbálta összeállítani, hogy az a megfelelő légkört teremtse meg a borító központi szereplője körül. Ezt az elvet követve Obata Miszához a rózsaszínt és a feketét párosította.
Obata bevallása szerint a sorozatban Misza volt az a szereplő akivel a legnehezebben tudott bánni. Nem igazán tudta megérteni a szereplő szélsőséges magatartását, hogy „mindent megtesz azért akit szeret”, és miközben Miszát rajzolta egészen úgy érezte magát mint az a személy, aki irányítja a lány tetteit. A sorozat 13. kalauzkötetében adott interjújában Obata elárulta, hogy Misza igen sok művészi figyelmet igényelt számos kifejezésmódja miatt, melyek az „ügyefogyotton” át a „halálosan komolyig” terjedtek.